# Ixias flavipennis

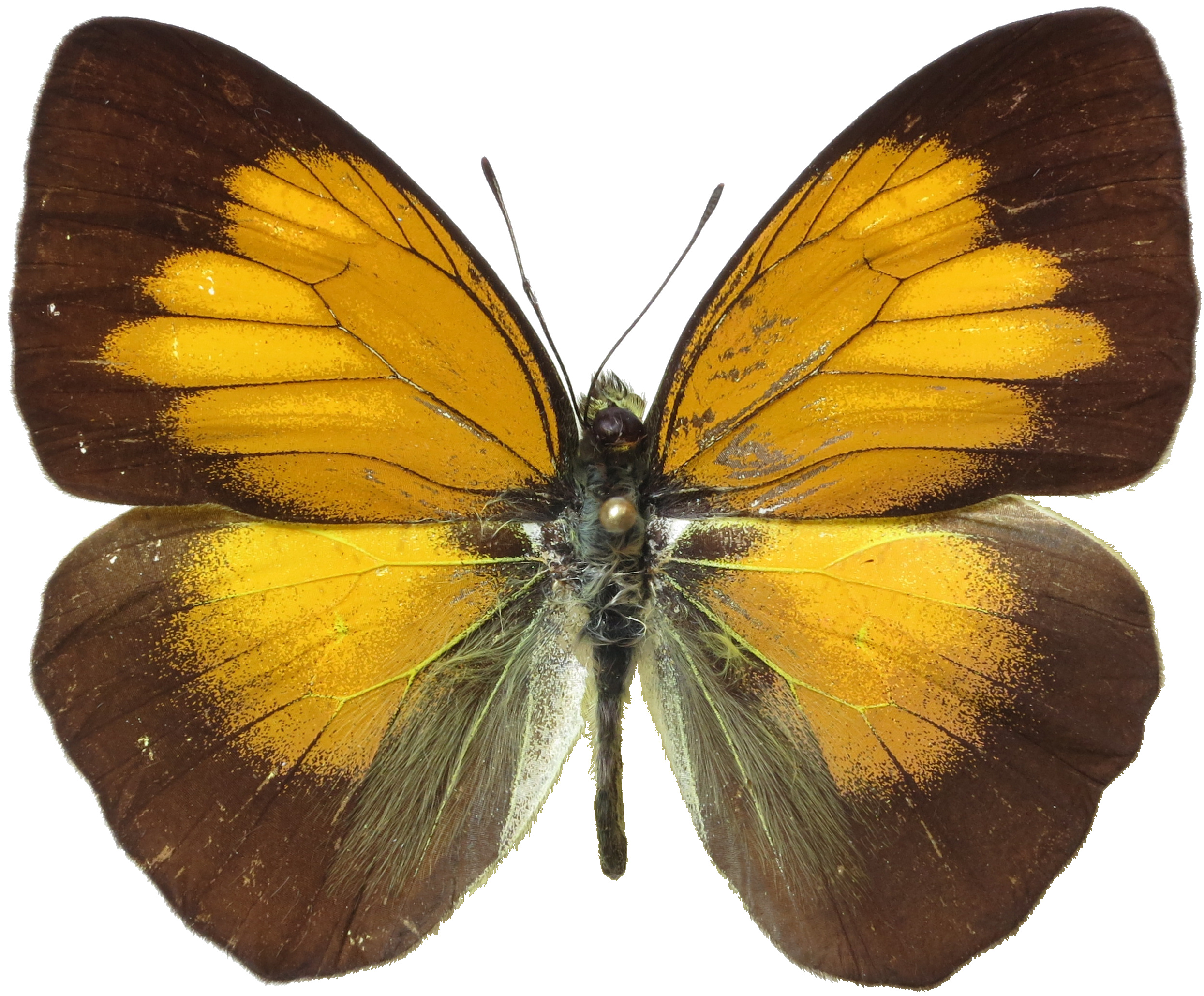
Ixias flavipennis flavipennis

Ixias flavipennis is een vlindersoort uit de familie van de Pieridae (witjes), onderfamilie Pierinae.
Ixias flavipennis werd in 1885 beschreven door Grose-Smith.